# Улан-Удэ-Восточный (аэродром)
Ула́н-Удэ́ Восто́чный — государственный аэродром Минобороны в Республике Бурятия расположенный в 9 км восточнее центра города Улан-Удэ. На аэродроме совместно базируется Улан-Удэнский авиационный завод. С декабря 2023 года — 600-й транспортный авиационный полк ВТА.